# 4772 Frankdrake
A 4772 Frankdrake (ideiglenes jelöléssel (4772) 1989 VM) a Naprendszer kisbolygóövében található aszteroida. Hioki T., Kawasato N. fedezte fel 1989. november 2-án.